# テレビ大阪池田中継局
テレビ大阪池田中継局（テレビおおさかいけだちゅうけいきょく）は、大阪府池田市に置かれているテレビ大阪の中継局である。

## 概要
- 当中継局は、池田市東山127番地の五月山に置かれ、市内等へ電波を発射している。
- NHK大阪放送局の中継局については、NHK川西池田テレビ中継放送所を参照。
- なお、在阪広域民放テレビ局については、大阪送信所の放送エリアのめやすとなる[1]。

## 中継局概要
| リモコン キーID | 放送局名       | チャンネル     | 空中線電力        | ERP                 | 放送対象 地域  | 放送区域 内世帯数 | 偏波面         |
| アナログテレビ  | アナログテレビ | アナログテレビ | アナログテレビ    | アナログテレビ      | アナログテレビ | アナログテレビ    | アナログテレビ |
| --------------- | -------------- | -------------- | ----------------- | ------------------- | -------------- | ----------------- | -------------- |
| 無し            | TVO テレビ大阪 | 47ch           | 映像3W/ 音声750mW | 映像11.5W/ 音声2.9W | 大阪府         | 不明              | 垂直偏波       |
| デジタルテレビ  |                |                |                   |                     |                |                   |                |
| 7               | TVO テレビ大阪 | 28ch           | 500mW             | 2.5W                | 大阪府         | 約3千世帯         | 垂直偏波       |

- デジタル中継局は、2008年3月1日に開局。
- なお、デジタル放送の出力は、アナログ放送の出力に換算して5W相当となる為、約1.67倍の増力となる。[要検証 – ノート]
- アナログ中継局は、2011年7月24日で廃局。